# TheOdd1sOut
羅伯特·詹姆士·拉利森（Robert James Rallison，1996年5月14日—）是一位来自美国亚利桑那州的网络漫画画家兼YouTuber，持有着频道“TheOdd1sOut”（之前为Theodd1sout comic）。

## 早年生活
詹姆士于1996年5月14日在美国亚利桑那州出生。他共有1个哥哥和3个姐妹：一个姐姐、一个双胞胎姐姐和一个妹妹。他制作的第一个漫画是他在9岁画出的加菲猫同人漫画。

### 网络漫画
詹姆士在他的16岁生日获得了数码绘图板，利用这份礼物，他于2012年6月14日在Tumblr上传了“TheOdd1sOut”的第一张网络漫画，并之后上传至iComic。在第一年制作这些漫画的过程中，他不断更换他的画风，直到最后的泡泡风格。他目前仍然上传网络漫画，但比起以前已经大量减少次数，这是因为他的大部分时间都花在了YouTube上。他最后的网络漫画是在2017年5月上传。

## YouTube生涯
2014年8月30日，已经制作网络漫画长达2年的詹姆士决定开始制作YouTube影片。他将频道命名为“theodd1sout comic”，并上传了一段影片，讲述他在小学制作的书籍。经历了几年的成长后，他的频道成功在2016年4月增加了27万位订阅者，截至5月获得了累积40万位订阅者。他关于在赛百味工作的影片也在Foodbeast网站中出现。该网站的作者——彼特·范（Peter Pham）称他的影片“很赞”且“搞笑”。在2016年，他制作了一段影片庆祝他和一位女演员——米蘭達·蔻思葛芙的生日。而在2017年，为了庆祝3百万订阅，他给自己身上倒下了3百万颗巧克力米。截至2019年6月17日，他的频道已有1185万位订阅者，對撞機的作者之一——戴维·特朗勃尔（Dave Trumbore）称詹姆士和其他四位YouTuber“已准备好获得主流的成功”。他也有另一个名为“TheOdd2sOut”的频道，目前拥有191万位订阅者。